# Слайдер

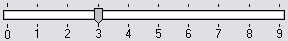
Один із прикладів стилю виконання слайдеру

Слайдер (англ. slider; укр. повзунок) — елемент графічного інтерфейсу користувача, який дещо схожий за зовнішнім виглядом до смуг прокрутки, проте слугує для зміни певного значення.